# Sterculia urens
Sterculia urens is een soort uit de kaasjeskruidfamilie (Malvaceae). Het is een kleine tot middelgrote boom met een bleekkleurige stam. De boom komt voor op het Indisch subcontinent en in Indochina. De soort groeit daar in zowel vochtige als droge loofbossen. Na beschadiging van de schors komt karayagom vrij, een gom die gebruikt wordt in voedingsmiddelen en cosmetica.